# Alice Parisi
Alice Parisi (ur. 11 grudnia 1990 w Tione di Trento, Włochy) – włoska piłkarka, grająca na pozycji pomocnika.

## Kariera piłkarska

### Kariera klubowa
Wychowanka ACF Trento. W 2007 rozpoczęła karierę piłkarską w ACF Trento. Potem występowała w klubach ASD Bardolino i UPC Tavagnacco. 20 lipca 2016 została zawodnikiem Fiorentina Women’s FC.

### Kariera reprezentacyjna
1 lipca 2007 debiutowała w narodowej reprezentacji Włoch w meczu przeciwko Meksyku. Wcześniej broniła barw juniorskiej reprezentacji U-17 oraz występowała w juniorskiej reprezentacji U-19 na Mistrzostwach świata U-19 w 2008 roku.

## Sukcesy i odznaczenia

### Sukcesy piłkarskie
reprezentacja Włoch
- mistrz Europy U-19: 2008

ASD Bardolino
- mistrz Włoch: 2009
- zdobywca Superpucharu Włoch: 2008

UPC Tavagnacco
- zdobywca Pucharu Włoch: 2013, 2014

### Sukcesy indywidualne
- najlepsza piłkarka Włoch  - „Pallone d'oro”: 2013